# Sistema tampone bicarbonato

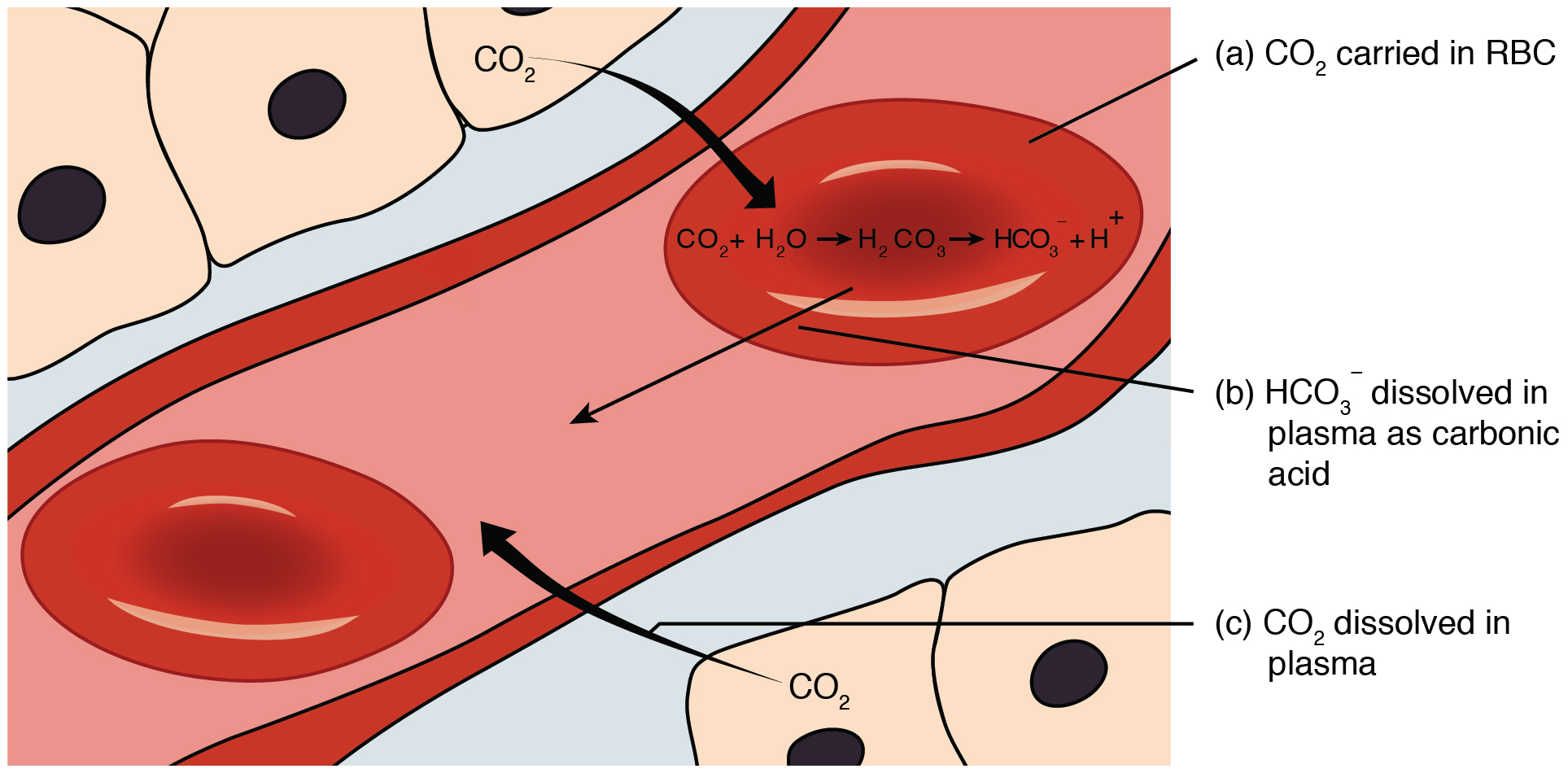
L'anidride carbonica, un sottoprodotto della respirazione cellulare, viene sciolta nel sangue, dove viene assorbita dai globuli rossi e convertita in acido carbonico dall'anidrasi carbonica. La maggior parte dell'acido carbonico si dissocia quindi in ioni bicarbonato e idrogeno.

Il sistema tampone bicarbonato è un meccanismo omeostatico acido-base che coinvolge l'equilibrio di acido carbonico (H2CO3), ione bicarbonato (HCO3-) e anidride carbonica (CO2) per mantenere il pH nel sangue e nel duodeno, oltre che in altri tessuti, per supportare una corretta funzione metabolica .

Catalizzata dall'anidrasi carbonica, l'anidride carbonica (CO2) reagisce con l'acqua (H2O) per formare acido carbonico (H2CO3), che a sua volta si dissocia rapidamente per formare uno ione bicarbonato (HCO3-)  e uno ione idrogeno (H+) come mostrato nella seguente reazione:
Come in qualsiasi sistema tampone, il pH è bilanciato dalla presenza sia di un acido debole (ad esempio, H2CO3) che della sua base coniugata (ad esempio, HCO3-), in modo da neutralizzare l'eventuale eccesso di acido o base introdotto nel sistema.
Il mancato funzionamento di questo sistema provoca uno squilibrio acido-base, come acidemia {\displaystyle (\mathrm {pH} <7,35)} e alcaliemia {\displaystyle (\mathrm {pH} >7,45)} nel sangue.

## Equilibrio acido-base
Nei tessuti, la respirazione cellulare produce anidride carbonica come prodotto di scarto; come uno dei ruoli primari del sistema cardiovascolare, la maggior parte di questa CO2 viene rapidamente rimossa dai tessuti mediante la sua idratazione a ione bicarbonato. Lo ione bicarbonato presente nel plasma sanguigno viene trasportato ai polmoni, dove viene nuovamente disidratato in CO2 e rilasciato durante l'espirazione. Queste conversioni di idratazione e disidratazione di CO 2 e H2CO 3, normalmente molto lente, sono facilitate dall'anidrasi carbonica sia nel sangue che nel duodeno.
Nel sangue, lo ione bicarbonato serve a neutralizzare l'acido introdotto nel sangue attraverso altri processi metabolici (per esempio l'acido lattico o i corpi chetonici); allo stesso modo eventuali basi (come l'urea dal catabolismo delle proteine) vengono neutralizzate dall'acido carbonico (H2CO3).

### Regolazione
Come calcolato dall'equazione di Henderson – Hasselbach, al fine di mantenere un pH normale di 7,4 nel sangue (dove il pKa dell'acido carbonico è 6,1 a temperatura fisiologica), è necessario mantenere costantemente un rapporto bicarbonato-acido carbonico di 20 a 1. Questa omeostasi è mediata principalmente da sensori di pH nel midollo allungato del cervello e probabilmente nei reni, collegati tramite circuiti di feedback negativi agli effettori nei sistemi respiratorio e renale . Nel sangue della maggior parte degli animali, il sistema tampone di bicarbonato è accoppiato ai polmoni tramite compensazione respiratoria, il processo mediante il quale la velocità e/o la profondità della respirazione cambia per compensare le variazioni della concentrazione ematica di CO2. Secondo il principio di Le Chatelier, il rilascio di CO 2 dai polmoni spinge la reazione a sinistra, facendo sì che l'anidrasi carbonica formi CO2 fino a rimuovere tutto l'acido in eccesso.
La concentrazione di bicarbonato è inoltre ulteriormente regolata dalla compensazione renale, il processo mediante il quale i reni regolano la concentrazione di ioni bicarbonato secernendo ioni H + nelle urine e, allo stesso tempo, riassorbendo HCO3-  nel plasma sanguigno o viceversa, a seconda che il pH del plasma stia diminuendo o aumentando, rispettivamente.

### Equazione di Henderson – Hasselbach
Una versione modificata dell'equazione di Henderson – Hasselbach può essere utilizzata per mettere in relazione il pH del sangue con i componenti del sistema tampone bicarbonato:
{\displaystyle {\ce {pH}}={\textrm {p}}K_{a~{\ce {H_2CO_3}}}+\log \left({\frac {[{\ce {HCO_3^-}}]}{[{\ce {H_2CO_3}}]}}\right),}
dove:
- {\displaystyle \mathrm {p} K_{a,\mathrm {\mathrm {H_{2}CO_{3}} } }} è il logaritmo negativo (base 10) della costante di dissociazione acida dell'acido carbonico. A 37 °C è uguale a 6,1
- {\displaystyle \left[\mathrm {HCO_{3}^{-}} \right]} è la concentrazione di bicarbonato nel sangue
- {\displaystyle \left[\mathrm {H_{2}CO_{3}} \right]} è la concentrazione di acido carbonico nel sangue.

Quando si descrive l'emogasanalisi arteriosa, l'equazione di Henderson-Hasselbalch viene usata in termini di pCO 2, la pressione parziale dell'anidride carbonica, piuttosto che di H2CO3 . Tuttavia, queste quantità sono correlate dall'equazione:
{\displaystyle [{\ce {H_{2}CO_{3}}}]=k_{\ce {H~CO_{2}}}\times p_{\ce {CO_{2}}},}
dove:
- {\displaystyle \left[\mathrm {H_{2}CO_{3}} \right]} è la concentrazione di acido carbonico nel sangue
- {\displaystyle k_{\mathrm {HCO} _{2}}} è una costante che include la solubilità dell'anidride carbonica nel sangue. {\displaystyle k_{\mathrm {HCO} _{2}}} è circa 0,03 (mmol/L) / mmHg
- {\displaystyle p_{\mathrm {CO} _{2}}} è la pressione parziale dell'anidride carbonica nel sangue.

Combinando il tutto, la seguente equazione può essere utilizzata per mettere in relazione il pH del sangue con la concentrazione di bicarbonato e la pressione parziale di anidride carbonica:
{\displaystyle {\ce {pH}}=6.1+\log \left({\frac {[{\ce {HCO_3^-}}]}{0.0307\times p_{{\ce {CO_2}}}}}\right),}
dove:
- il {\displaystyle \mathrm {pH} } è l'acidità nel sangue
- {\displaystyle \left[\mathrm {HCO} _{3}^{-}\right]} è la concentrazione di bicarbonato nel sangue, in mmol/L
- {\displaystyle p_{\mathrm {CO} _{2}}} è la pressione parziale dell'anidride carbonica nel sangue, in mmHg.

### Derivazione dell'approssimazione di Kassirer-Bleich
L'equazione di Henderson-Hasselbalch, che deriva dalla legge di azione di massa, può essere modificata rispetto al sistema tampone bicarbonato per ottenere un'equazione più semplice che fornisca una rapida approssimazione della concentrazione di {\displaystyle {\ce {H+}}} o {\displaystyle {\ce {HCO3^{-}}}} senza la necessità di calcolare i logaritmi:
{\displaystyle K_{a,\mathrm {H_{2}CO_{3}} }=\mathrm {\frac {\left[HCO_{3}^{-}\right]\left[H_{3}O^{+}\right]}{\left[H_{2}CO_{3}\right]}} }.
Poiché la pressione parziale dell'anidride carbonica è molto più facile da ottenere dalla misurazione rispetto all'acido carbonico, al posto della concentrazione di acido carbonico viene utilizzata la costante di solubilità della legge di Henry - che mette in relazione la pressione parziale di un gas con la sua solubilità - per la CO2 nel plasma. Dopo aver riorganizzato l'equazione e applicato la legge di Henry, l'equazione diventa:
{\displaystyle \left[\mathrm {H^{+}} \right]={\frac {K'\cdot 0,03p_{\mathrm {CO_{2}} }}{\left[\mathrm {HCO_{3}^{-}} \right]}}}
dove {\displaystyle K'} è la costante di dissociazione dal {\displaystyle pKa} dell'acido carbonico, 6.1, che è uguale a 800nmol/L (poiché {\displaystyle K'=10^{-pKa}=10^{-(6.1)}\approx 8,00\cdot 10^{-7}\mathrm {mol/L} =800\mathrm {nmol/L} }).
Moltiplicando {\displaystyle K'} (espresso come nmol/L) e {\displaystyle 0,03} {\displaystyle (800\cdot 0,03=24)} e riordinando rispetto a {\displaystyle {\ce {HCO3^-}}}, l'equazione viene semplificata in:
{\displaystyle \left[\mathrm {HCO_{3}^{-}} \right]=24{\frac {p_{\mathrm {CO_{2}} }}{\left[\mathrm {H^{+}} \right]}}}.

## In altri tessuti
Il sistema tampone bicarbonato svolge un ruolo fondamentale anche in altri tessuti. Per esempio, nello stomaco e nel duodeno, il sistema tampone bicarbonato serve sia a neutralizzare l'acido gastrico sia a stabilizzare il pH intracellulare delle cellule epiteliali attraverso la secrezione di ione bicarbonato nella mucosa gastrica. Nei pazienti con ulcere duodenali, l'eradicazione dell'Helicobacter pylori può ripristinare la secrezione di bicarbonato della mucosa e ridurre il rischio di recidiva dell'ulcera.